# 克朗萨克
克朗萨克（法語：Cransac，法語發音：[kʁɑ̃sak]）是法国阿韦龙省的一个市镇，属于鲁埃格自由城区。

## 地理
克朗萨克（44°31'30"N, 2°17'5"E）面积6.91 平方千米，位于法国奧克西塔尼大區阿韦龙省，该省份为法国南部内陆省份，位于法國中央高原南部，北起顺时针与康塔爾省、洛泽尔省、加尔省、埃罗省、塔恩省、塔恩-加龙省和洛特省接壤。
与克朗萨克接壤的市镇（或旧市镇、城区）包括：欧班、欧济茨、菲尔米。

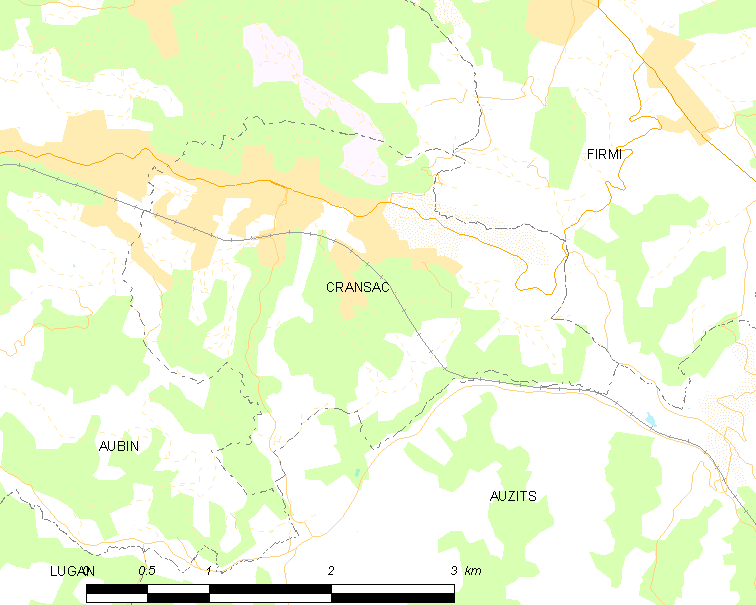
克朗萨克的OSM定位图

克朗萨克的时区为UTC+01:00、UTC+02:00（夏令时）。

## 行政
克朗萨克的邮政编码为12110，INSEE市镇编码为12083。

## 政治
克朗萨克所属的省级选区为埃讷-阿尔祖县。

## 人口

1962-2008年间克朗萨克人口变化图示

克朗萨克于2022年1月1日时的人口数量为1464人。